# Великі Лобастови
Великі Лоба́стови (рос. Большие Лобастовы) — присілок у складі Орічівського району Кіровської області, Росія. Входить до складу Спас-Талицького сільського поселення.
Населення становить 12 осіб (2010, 13 у 2002).
Національний склад станом на 2002 рік — росіяни 69 %, удмурти 31 %.